# Vismianthus sterculiifolius
Vismianthus sterculiifolius là một loài thực vật có hoa trong họ Connaraceae. Loài này được (Prain) Breteler & Brouwer miêu tả khoa học đầu tiên năm 1989.